# Minorenni pericolosi
Minorenni pericolosi (Boys' Ranch) è un film del 1946 diretto da Roy Rowland.
È un film western a sfondo drammatico statunitense con Jackie 'Butch' Jenkins, James Craig e Skip Homeier. È basato sull'articolo Boys Town, Ranch Style di Cal Farley apparso sull'American Magazine nel giugno del 1946.

## Produzione
Il film, diretto da Roy Rowland su una sceneggiatura di William Ludwig, fu prodotto da Robert Sisk per la Metro-Goldwyn-Mayer e girato nei Metro-Goldwyn-Mayer Studios a Culver City, California, da metà luglio a metà ottobre 1945. I titoli di lavorazione furono  Black Sheep e  Alley Cowboys.

## Distribuzione
Il film fu distribuito con il titolo Boys' Ranch negli Stati Uniti dal 18 luglio 1946 al cinema dalla Metro-Goldwyn-Mayer.
Altre distribuzioni:
- in Svezia il 21 aprile 1947 (Ranchen i Texas)
- in Giappone il 15 marzo 1949
- in Italia (Minorenni pericolose)
- in Brasile (Não Me Desampares)

## Promozione
La tagline è: "NEVER SUCH A LOVABLE...THRILLABLE STAR! (original ad - all caps)".